# 에보 모랄레스
후안 에보 모랄레스 아이마(스페인어·아이마라어: Juan Evo Morales Ayma, 1959년 10월 26일~ )는 볼리비아의 전 코카 재배업자이자 정치인이다. 사회주의운동당(Movimiento al Socialismo : MAS) 출신으로 2006년 1월 22일부터 2019년 11월 10일까지 13년 9개월 동안 재임한 볼리비아의 前 대통령이다. 오리노카 주의 아이마라족 출신인 그는 스페인 정복 이후 470년 이래 볼리비아 최초의 원주민 출신 국가 원수이다.
모랄레스는 볼리비아 코카 재배자 운동의 의장 명의를 가지고 있다. 이 단체는 코카 재배자의 조합으로, 볼리비아 중부의 차파레 주의 코카 재배를 뿌리뽑으려는 미국 정부의 시도에 반대하는 농민 및 농민조합들로 구성되어 있다. 그가 대표로 있는 사회주의운동당(Movimiento al Socialismo, 약자인 MAS는 스페인어로 '더욱'을 뜻한다.)은 여러 단체와 함께 콜롬비아의 가스 갈등이나 2000 코차밤바 시위와 관련되어 있으며, 토지 개혁과 천연가스 수입 재분배를 통해 더 많은 권력을 볼리비아 원주민과 빈민 그리고 사회적 약자에게 돌려주고자 한다.
2005년 12월 18일에 84.5%의 투표율을 보인 볼리비아 대통령 선거에서 모랄레스는 53.7%의 지지율로 당선되었다. 2년 반 뒤 2008년 8월 14일에 있었던 국민 소환 선거에서 67.4%의 지지율로 다시 우위를 지켰다. 2009년과 2014년 볼리비아 헌법의 재선 제한에도 불구하고 법원 판결로 출마가 허용되어 재선되었다. 2019년 치러진 대선에서 부정선거 논란으로 일어난 대규모 시위로 사퇴하고 해외로 망명하였다가 같은 당의 루이스 아르세가 2020년 대통령에 당선되자 복권되어 귀국하였다.

## 에보 모랄레스와 축구
에보 모랄레스의 축구에 대한 관심은 유별나서, 현직 대통령의 신분으로 축구 선수가 되기도 했다. 2008년에는 볼리비아의 2부 리그에 소속된 볼리비아 경찰 산하의 축구 클럽인 클루브 리토랄과 계약을 맺고, 축구 선수로서 정식 데뷔하였다. 이는 한 나라의 현직 국가 원수가 현역 운동 선수로서 데뷔하여 경기에 출전하는 최초이자, 유일한 사례였기 때문에 언론 등에서 화제를 낳았다. 그리고, 2010년에 있었던 볼리비아의 라파스에서 열린 친선 축구 경기에서는, 경기 도중에 자신의 정강이를 걷어찼다는 이유로 루이스 레빌라(당시 라파스 시장) 팀의 구스타보 카르타헤나 선수의 급소를 걷어차 물의를 빚자, 해당 선수에게 사과하는 해프닝이 있기도 했다.

## 퇴진
2019년 10월 20일 치러진 대통령 선거에 관한 부정 선거 주장에 따른 전국적인 반정부 시위가 발생했다. 11월 10일 미주기구의 감사에서 선거 결과의 무결성이 의심된다는 초기 보고서가 나오자 윌리암스 칼리만이 이끄는 군부와 블라드미르 칼데론이 이끄는 경찰이 사임을 요구하였다. 1시간 후 모랄레스는 반강제로 텔레비전을 통해 사임을 발표하였고 11일 상원 야당대표이던 자니네 아녜스가 대통령 대행직에 올랐다. 이에 친모랄레스 성향의 시민들이 반발하여 또다른 대규모 시위를 벌이기 시작했고 군경을 이를 유혈 진압하였다. 시위 당시 모랄레스 당시 대통령의 형제자매가 살해협박을 받았고 빈토 시 시장 파트리시아 아르세는 반정부 시위대에 의해 길거리에 끌려나가 린치를 당했다.
에보 모랄레스는 이를 쿠데타라고 비판하며 정치적 망명을 허용한 멕시코로 몇몇 각료와 함께 망명했다가 1개월 만에 아르헨티나로 망명지를 옮겼으며 비합법적 헤아니네 아녜즈 정부에 의해 테러 선동 혐의로 체포영장이 발부된 상태였지만 2020년 그의 후계자인 루이스 아르세의 집권으로 볼리비아로 다시 귀환하여 부정선거 혐의를 벗었다.

## 암살 기도
2024년 10월 27일 오전 6시 20분경 라디오 프로그램 출연을 위해 차를 타고 이동하던 중 검은 두건을 쓴 4명의 남성이 차량을 향해 총을 쏘는 등 암살 시도가 있었다.

## 같이 보기
- 21세기 사회주의
- 우고 차베스
- 라파엘 코레아
- 룰라 다 시우바